# Giovanni de Pretis
Giovanni de Pretis (30. listopadu 1800 Cagnò – 26. nebo 27. března 1872 Trento) byl rakouský soudce a politik italské národnosti z Tyrolska (respektive z Jižního Tyrolska), během revolučního roku 1848 poslanec Říšského sněmu a Frankfurtského parlamentu.

## Biografie
V letech 1817–1822 studoval práva na Univerzitě v Innsbrucku a Padovské univerzitě. Získal titul doktora práv. V období let 1822–1825 působil na praxi, nejprve u zemského a trestního soudu v Clesu, od roku 1824 na zemském soudu v Malè. Od roku 1825 pracoval jako aktuár na zemském soudu v Riva del Garda, pak jako soudní adjunkt ve městě Levico Terme. V období let 1831–1832 zastával post adjunkta zemského soudu v Cavalese. Od roku 1832 do roku 1833 byl správcem na zemském soudu ve městě Egna, kde pak působil jako člen zemského soudu, od roku 1834 přešel do města Strigno. V letech 1835–1843 působil jako rada soudu v Bolzanu a v letech 1843–1850 coby rada apelačního soudu v Innsbrucku. Později byl radou vrchního zemského soudu v Klagenfurtu. Roku 1849 se uvádí jako Johann Pretis, apelační rada v Innsbrucku.
Během revolučního roku 1848 se zapojil do veřejného dění. Zapojil se do italského národního hnutí v Tyrolsku. V roce 1848 patřil mezi spoluautory pamětního spisu, ve kterém se objevila myšlenka administrativního oddělení jižních Tyrol. Ve volbách roku 1848 byl zvolen i na ústavodárný Říšský sněm. Zastupoval volební obvod Lavis. Tehdy se uváděl coby apelační rada. Řadil se ke sněmovní levici.
Byl též zvolen do celoněmeckého Frankfurtského parlamentu. Zde zasedal od května do srpna 1848. Nepatřil k žádné sněmovní frakci.
V letech 1850–1860 zasedal v obecním výboru v Trentu. V roce 1860 byl vypovězen, zbaven penze a titulu pro účast na revolučních aktivitách. Po obnovení ústavního systému vlády počátkem 60. let se opětovně zapojil do politiky. Byl poslancem Tyrolského zemského sněmu, kde zasedal v letech 1861–1863 a reprezentoval liberály. List Innsbrucker Nachrichten ho uvádí jako jednoho z hlavních představitelů italských nacionalistů (italianissimi) v jižním Tyrolsků.
Zemřel v březnu 1872.